# Corporate Network
Corporate Network (Abkürzung: CN; deutsch Firmennetzwerk) ist der Anglizismus für Netzwerke innerhalb einer Organisation, wobei der Netzzugang diskret nur Mitgliedern der Organisation vorbehalten ist.

## Allgemeines
Zu den Organisationen gehören Unternehmen, Behörden (auch Militär, Polizei) oder Institutionen. Damit Datenverkehr, Informationen und Nachrichten innerhalb der Organisation verbleiben (wegen Betriebs- und Geschäftsgeheimnis, Staatsgeheimnis, Militärgeheimnis), musste eine Informationstechnik entwickelt werden, welche die Daten von externen Rechnernetzen wie dem Internet etwa durch Firewalls abschottet. Dabei wird die Struktur des Netzwerkes auch durch das Verhalten und die Ziele der Akteure bestimmt. Das Corporate Network ist nicht an einen bestimmten Standort gebunden, sondern kann räumliche entfernte, zur Organisation gehörende Teile (Filialen, Niederlassungen, Tochtergesellschaften, auch im Ausland) umfassen. So sind beispielsweise Botschaften an das Corporate Network ihres übergeordneten Außenministeriums angeschlossen. Es können MPLS und CN-Technologie miteinander vernetzt werden und über eine gemeinsame Firewall an das Internet angebunden werden.
In der Telekommunikation spricht man von einem CN, wenn Telefonanlagen (zum Beispiel über Standleitungen) miteinander vernetzt sind. Die Netzwerkökonomik behandelt Corporate Networks als so genannte Klubgüter, weil Nicht-Mitglieder der Ausschließbarkeit unterliegen.

## Arten
Zu den Arten der Corporate Networks gehören:
- Das Intranet ist ein Corporate Network auf Grundlage der Internettechnologie, das Standards und Anwendungen des Internets verwendet.[4]
- Das Extranet ist die Verbindung mehrerer Intranets miteinander, wobei auch Kunden und Lieferanten einbezogen werden können.
- Local Area Networks (LAN) ermöglichen den Datenverkehr innerhalb eines konkreten Standorts.[5] Mehrere LANs lassen sich ebenso miteinander verbinden wie zentrale Hostrechnersysteme (Client-Server-Modell) oder über eine Schnittstelle (englisch gateway) das Internet.
- Das Wide Area Network (WAN) kann sich über einen sehr großen geografischen Bereich erstrecken, der auch weltweit sein kann. Es werden mehrere Standorte mittels Standleitungen miteinander verbunden. Diese Leitungen gehen von Punkt {\displaystyle a} nach Punkt {\displaystyle b} und berühren das Internet nicht. Beim CN hingegen führen die Leitungen sämtlicher Standorte in das Internet, werden hier durch getunnelt und treffen sich am Sternpunkt.

Nach dem Netzbetreiber kann zudem unterschieden werden zwischen dem privaten Netz, Managed Private Network, Virtual Private Network und ausgelagertem Netzwerk (englisch outsourced network).

## Bandbreiten
Die Bandbreiten der jeweiligen Anbindungen können dank CN optimal ausgenutzt werden. Des Weiteren kann der firmeninterne Datenverkehr bei Einsatz von Terminal-Server-/Citrix-Server-Systemen selbst über schmalbandige und preiswerte ISDN- oder ADSL-Anbindungen erfolgen.

## Neue Dienste
Neue netzweite Dienste wie IP-Telefonie oder Mailfilter können am Netzwerkknoten realisiert werden und stehen anschließend innerhalb des gesamten CN allen Teilnehmern zur Verfügung. Echtzeitanwendungen wie z. B. Telefonie (Voice over IP) erfordern allerdings hohe Qualitätsanforderungen an den Backbone und an den Teilnehmerleitungen der einzelnen Niederlassung innerhalb eines Corporate Networks. Es muss ausreichend Bandbreite und eine Priorisierung des Voice-Verkehrs bis zum Endgerät gewährleistet werden. Oft werden Teilnehmeranschlüsse auf DSL-Basis und Routern realisiert, die diesen Standards nicht genügen.

## Organisation
Die Größe des Verkehrsraums eines Corporate Networks kann somit weltweit sein, wie es bei multinationalen Unternehmen eines Konzerns der Fall ist. Innerhalb eines Corporate Networks werden technisch die verschiedenen, existierenden LAN und WAN integriert, wobei eine anerkannte Normierung fehlt. Auch organisationsinterner E-Mail-Verkehr und elektronischer Datenaustausch können in das Corporate Network einbezogen werden.

## Anwender
Großanwender sind die deutsche Polizei mit dem Corporate Network der Polizei – Obere Netzebene (CNP-ON), die deutsche Bundeswehr (FSpNBw) und die ARD mit dem ARD-Stern. Wesentliche Gründe der Bundeswehr und der Polizeien für die Einrichtung und das Betreiben von CN ist die hohe Abhörsicherheit und ein sehr hoher Schutz gegen Sabotage (Kommunikation zählt zu den kritischen Infrastrukturen).
Auf Ebene der EU-Mitgliedstaaten ist die Europol mit einem Corporate Network zu den nationalen Polizeien ausgestattet.